# Bosnia (album)
Bosnia è un album dal vivo del gruppo musicale statunitense Grand Funk Railroad, pubblicato nel 1997.

## Tracce
Tutte le tracce sono state scritte e composte da Mark Farner, eccetto dove indicato.

Disco 1
1. 2001: A Space Odyssey (Richard Strauss) - 1:25
2. Are You Ready - 3:26
3. Rock 'N Roll Soul - 3:50
4. Footstompin' Music - 4:19
5. Time Machine - 3:17
6. Paranoid / Sin's a Good Man's Brother / Mr. Limousine Driver Medley - 7:17
7. Heartbreaker - 7:38
8. Aimless Lady - 3:53
9. T.N.U.C. - 7:25
10. Inside Looking Out (Eric Burdon/Chas Chandler) - 10:22
11. Shinin' On (Don Brewer/Farner) - 3:37
12. The Loco-Motion (Gerry Goffin/Carole King) - 3:41

Disco 2
1. We're an American Band (Brewer) - 3:58
2. Overture (Jimmie Haskell) - 2:59
3. Mean Mistreater - 4:26
4. Some Kind of Wonderful (John Ellison) - 2:58
5. To Get Back In - 4:02
6. Bad Time - 2:57
7. I'm Your Captain (Closer to Home) - 9:04
8. Loneliness - 8:59

## Formazione
Grand Funk Railroad
- Mark Farner – chitarra acustica, chitarra elettrica, voce, percussioni
- Howard Eddy Jr. – tastiera
- Mel Schacher – basso
- Don Brewer – batteria, voce, percussioni

Ospiti
- Peter Frampton – chitarra
- Alto Reed – sassofono
- Michigan Symphony Orchestra - orchestra, diretta da Paul Shaffer